# همنوع‌خواری

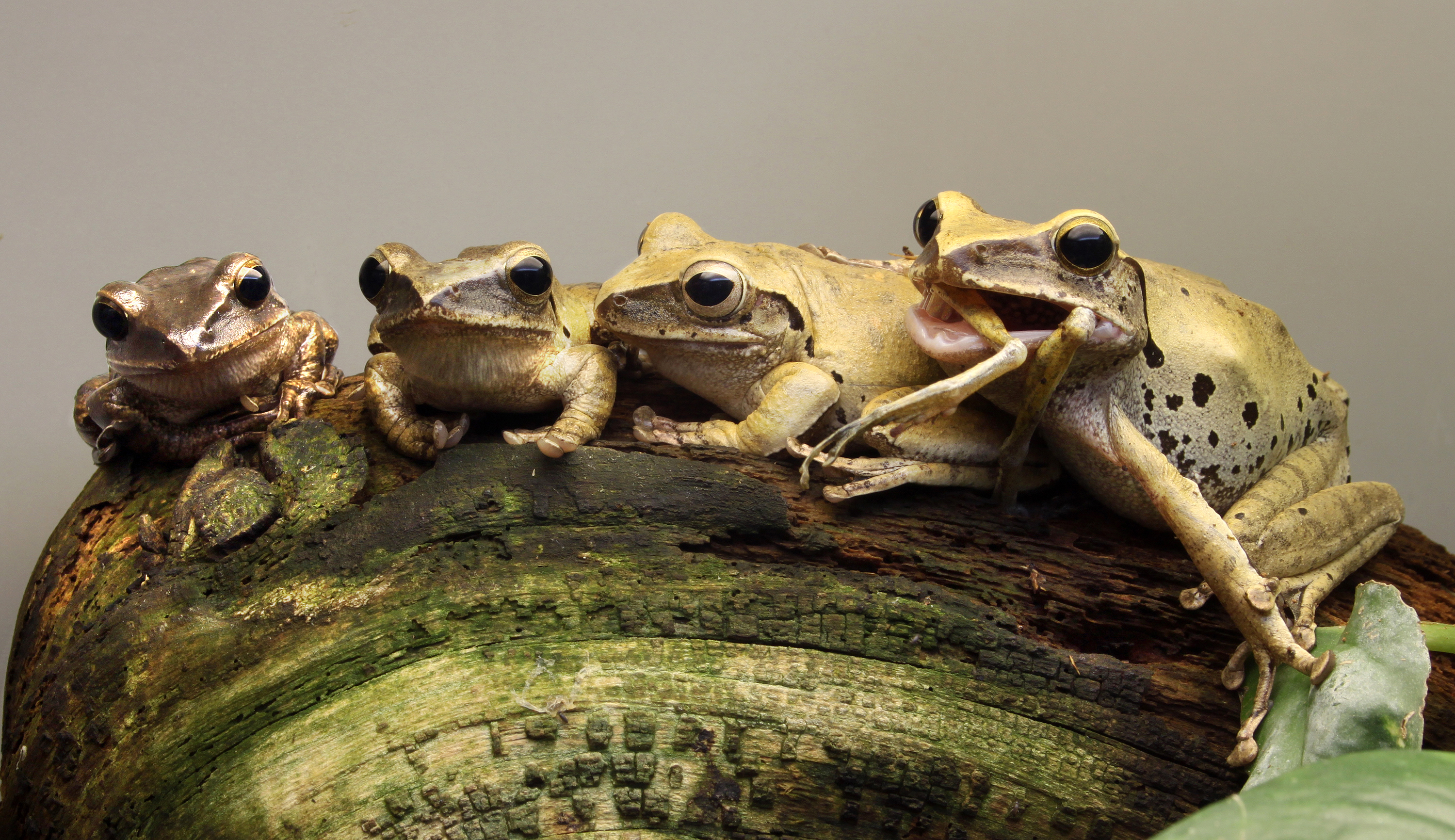
قورباغه‌های درختی طلایی از خانوادهٔ قورباغه‌های بوته‌زار هستند. در میان این گونه از قورباغه‌ها، هم‌نوع‌خواری رواج دارد.

در جانورشناسی،  همنوع‌خواری، همخوارگی یا کانیبالیسم (به انگلیسی: Cannibalism)، به عمل مصرف تمام یا بخشی از بدن فردی از یک گونهٔ جانوری توسط فردی دیگر از همان گونه به عنوان غذا می‌گویند. واژه کانیبالیسم (Cannibalism) برگرفته از نام مردم جزیره‌ای به نام کانیبال (Canibales) می‌باشد. این قبیله جنگجو عادت داشتند که با اجساد دشمنانشان یا اسرای جنگی مهمانی بگیرند. این اسم امروزه برای هر جانوری که دیگر اعضای هم‌گونه‌اش را مورد مصرف غذایی قرار دهد، به کار می‌رود.
برخلاف آنچه پیش از این پنداشته می‌شد، همنوع‌خواری تنها از روی گرسنگی شدید یا حالت‌های غیرطبیعی رخ نمی‌دهد؛ بلکه در گونه‌های مختلفی از جانداران به‌طور معمولی نیز رخ می‌دهد. حدود ۱۴۰ گونه مختلف نسبت به همنوع‌خواری در شرایط مختلف تمایل نشان می‌دهند. در واقع، دانشمندان اکنون به این نتیجه رسیده‌اند که همنوع‌خواری در سراسر جوامع طبیعی رواج دارد.
خوردن همنوع به‌ویژه در جوامع آبزی دیده می‌شود. در حدود ۹۰ درصد از سازواره‌های آبزی در مرحله‌ای از زندگی خود دست به همنوع‌خواری می‌زنند.
همنوع‌خواری ویژهٔ جانوران گوشت‌خوار نیست بلکه در میان گیاه‌خواران و پوده‌خواران نیز رواج دارد. همنوع‌خواری در میان مهره‌داران پست‌تر و بی‌مهرگان نیز بسیار رایج است و اغلب به این علت صورت می‌گیرد که جانور شکارگر، همنوع خودش را با صید اشتباه می‌گیرد اما علاوه بر این در میان پرندگان و پستانداران نیز به‌ویژه زمانی که غذا کمیاب می‌شود، این حالت دیده می‌شود.
به‌طور کلی همنوع‌خواری می‌تواند به عنوان شکل ویژه‌ای از رفتار تغذیه‌ای به‌شمار رود که گونه شکارگر همنوع خودش را صید می‌کند یا به‌سادگی از آن تغذیه می‌کند. تعداد بسیار کمی از گوشتخواران عالی مثل گرگ‌ها و ببرها هم‌نوع خود را می‌خورند. حتی انواعی که این کار را انجام می‌دهند، مثل کفتار خالدار، همنوع‌خواری از نوع غیرفعال دارند. در مقابل، همنوع‌خواری در میان جانوران پست‌تر بسیار رایج است؛ مانند شیخک یا لارو کفشدوزک که اغلب نتیجه نبود توانایی جانور در تشخیص میان همنوع خودش و صیدش است. در گونه‌هایی مثل لارو وزغ پابیلچه‌ای و سوسک آرد، همنوع‌خواری به صورت یک ویژگی ارثی ظاهر می‌شود.

## انواع

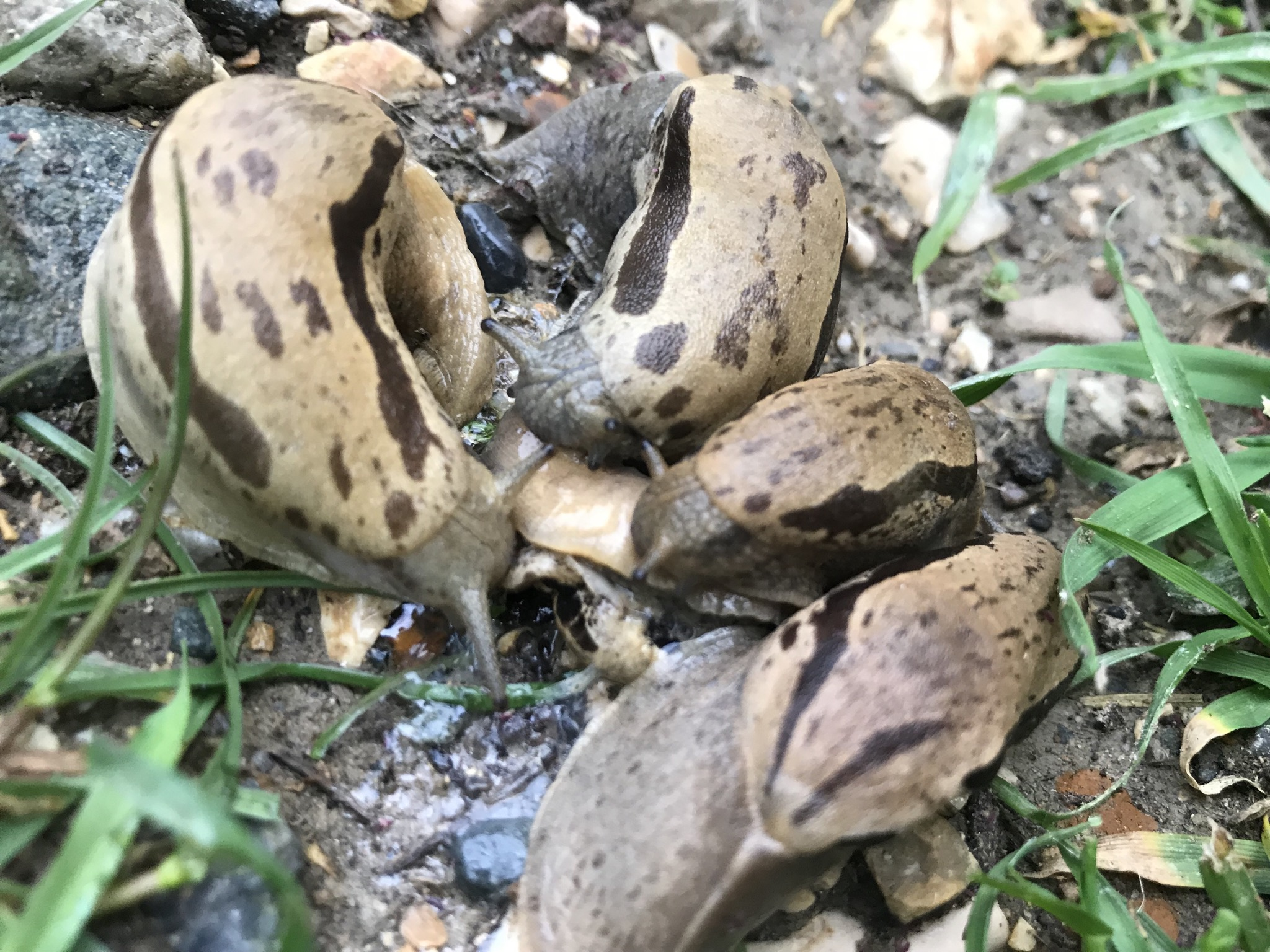
لیسه‌های جنگل‌های هیرکانی در حال همنوع‌خواری

به‌طور کلی دو نوع هم‌نوع‌خواری وجود دارد: فعال و غیرفعال.
همنوع‌خوار فعال پیش از خوردن همنوعانش، عملاً آن‌ها را صید می‌کند و می‌کشد. همنوع‌خوار غیرفعال ساده‌تر عمل کرده و از لاشه همنوعش که شاید به‌طور اتفاقی با آن برخورد کرده باشد، تغذیه می‌کند.
علاوه بر این، هم‌نوع‌خواری فعال ممکن است به شکل‌های مختلفی رخ دهد؛ مثلاً در برخی گونه‌ها فقط بین جانوران یک نسل رخ می‌دهد، درحالی‌که در میان دیگر گونه‌ها رایج‌ترین حالت میان بالغان و زاده‌های آنهاست.
خرس‌های قطبی عموماً فوک را شکار می‌کنند، اما اگر امکان دسترسی به این نوع خوراک را نداشته باشند، از دیگر منابع غذایی، حتی از همنوع خودشان تغذیه می‌کنند.

## فواید همنوع‌خواری
همنوع‌خواری شاید عملی کاملاً زیان‌بار و نابودکننده به نظر رسد اما در حقیقت می‌تواند کاملاً مفید واقع شود. گونه همنوع‌خوار حریصانه و به‌طور آشکار، نوع خودش را به سرعت از بین می‌برد اما زمانی هست که همنوع‌خواری در پاسخ به افزایش جمعیت رخ می‌دهد؛ مثلاً شانس یک گونه را برای زنده ماندن افزایش می‌دهد؛ چراکه اگر جمعیتی به‌سرعت و بی‌حد رشد کرد، می‌تواند ذخیره غذایی‌اش را به‌طور کامل از بین ببرد. در طی زمستان سخت یا خشکسالی، زمانی که غذا نایاب می‌شود، واضح است که به نفع گونه خواهد بود اگر حداقل برخی از افراد جمعیت برای زنده ماندن، خوب غذا مصرف کنند و سالم بمانند؛ ولو اینکه این کار به ضرر عده‌ای دیگر تمام شود. در میان جانورانی که زاده‌های فراوان دارند، همنوع‌خواری در بین خواهرها و برادرها، هم رسیدن جوان‌ها به سن بلوغ را تضمین می‌کند و هم نسل گونه ادامه می‌یابد.